# پابند (بهشهر)
روستای پابند (پاوند) از توابع دهستان شهدا، بخش یانه سر، شهرستان بهشهر در استان مازندران است.

## جمعیت
این روستا در دهستان شهدا قرار دارد و براساس سرشماری مرکز آمار ایران در سال ۱۳۸۵، جمعیت آن ۳۶۰ نفر (۱۴۶خانوار) بگوده‌است.